# Santo Alberto Magno (título cardinalício)
Santo Alberto Magno (em latim: Sancti Alberti Magni) é um título cardinalício instituído em 19 de novembro de 2016 pelo Papa Francisco. Sua igreja titular é Sant'Alberto Magno.

## Titular protetor
- Anthony Soter Fernandez (2016-2020)
- Virgílio do Carmo da Silva, S.D.B. (desde 2022)